# Ołeniwka (obwód wołyński)
Ołeniwka (ukr. Оленівка) – wieś na Ukrainie, w obwodzie wołyńskim, w rejonie rożyszczeńskim.
W 1946 roku wieś Helenówka Stara (ukr. Геленівка Стара, Hełeniwka Stara) została przemianowana na Stara Ołeniwka.